# Kronstadti felkelés
A kronstadti felkelés vagy kronstadti lázadás (orosz nyelven: Кронштадтское восстание, Кронштадтский мяте́ж) a Kronstadt város haditengerészeti támaszpontján állomásozó baloldali, főleg anarchista nézeteket valló szovjet matrózok és városi lakosok 16 napig tartó felkelése volt a bolsevik államhatalom ellen 1921 márciusában.
Kronstadt a Finn-öböl keleti csúcsa közelében, Kotlin szigetén fekszik 30 kilométerre Szentpétervár előtt. Stratégiai jelentőségű erődítményét, a Balti Flotta támaszpontját és az azt kiszolgáló várost 1703-ban Nagy Péter alapította. 
A kronstadti matrózok hagyományosan forradalmi szelleműek voltak, az 1905-ös orosz forradalom idején és 1906-ban is fegyveresen lázadtak a cári hatalom ellen. Tevékeny részt vállaltak az 1917-es oroszországi forradalmak győzelmében is. 1921 márciusi lázadásuk de facto vezetője Sztyepan Makszimovics Petricsenko volt. 
Ez volt az utolsó fegyveres felkelés az oroszországi polgárháború idején a bolsevik hatalom ellen.
A bolsevik kormányzásban csalódott matrózok – akiket Trockij korábban „a forradalom díszének és büszkeségének” nevezett – átfogó reformokat követeltek: újonnan választott szovjeteket (tanácsokat) a bolsevikokon kívüli szocialista és anarchista csoportok bevonásával, gazdasági szabadságot a parasztok és a munkások számára, a bürokratikus kormányzati szervek feloszlatását, a munkásmozgalom szabadságjogainak helyreállítását.
A felkelés hívei, támogatói a megölt lázadókat forradalmi mártíroknak, a bolsevikok az antant ügynökeinek és ellenforradalmároknak nevezték. A felkelés brutális leverése zavart váltott ki az októberi forradalom külföldi hívei körében is.
Bár a felkelés követeléseit nem teljesítették, annak nagy szerepe volt a hadikommunizmus felszámolásában és az új gazdaságpolitika bevezetésében. Lenin szerint „ez a válság veszélyesebb volt a bolsevikok számára mint Gyenyikin, Jugyenyics és Kolcsak együttvéve”.

## Előzmények

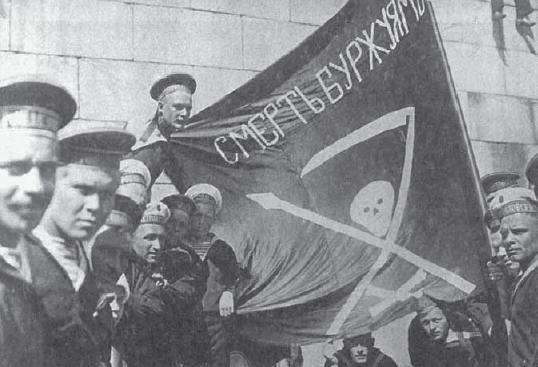
A Petropavlovszk csatahajó legénysége a Balti Flotta 1917 márciusi lázadása során. A zászló felirata: Halál a burzsujokra

Az oroszországi polgárháborúban a bolsevikok 1920 végén már győzelemre álltak, de az ország romokban hevert. A lakosság életkörülményei egyre romlottak, az élelem és fűtőanyag hiánya, az utólag hadikommunizmusnak elnevezett szigorú begyűjtési és elosztási rendszer szította az elégedetlenséget. 1921 februárjában a Cseka 155 különböző parasztfelkelést jelentett Oroszország különböző területeiről. A mezőgazdasági és az ipari termelés egyaránt zuhant, a vasúti közlekedés szervezettsége megszűnt. Petrográd munkásai is sztrájkokat szerveztek, különösen a kenyérfejadag egyharmadával történt csökkentése miatt. A kronstadti lázadás az országos elégedetlenség egyik megnyilvánulásaként indult.

### A kronstadti tengerészek
1917-től az anarchisták nagy befolyással rendelkeztek Kronstadtban. A kronstadti tengerészek részt vettek az 1917-es forradalmak minden jelentős eseményében. Több mint 40 ezer matróz harcolt a fehérek ellen a polgárháborúban. A sziget lakói egyfajta autonómiát vívtak ki maguknak a forradalom során, és azt meg kívánták őrizni maguknak a központi hatalommal szemben.
A tengerészek jelentős része a polgárháború különböző frontjain harcolt, helyükbe nagyrészt ukrán parasztfiatalok kerültek, akik kevésbé szimpatizáltak a bolsevikokkal, de még a lázadás idején is a felkelők háromnegyede 1917-es veterán volt.
1921 elején a sziget lakossága mintegy 50 000 civil és 26 000 tengerész és katona volt. A breszt-litovszki béke óta ez volt a Balti Flotta fő bázisa, mivel a korábbi helsinki és tallinni támaszpontok elvesztek. Bár a támaszpont egészen a lázadásig a bolsevikok támogatójának számított, a tengerészek között a bolsevik pártnak csak 1650 tagja és tagjelöltje volt.
A Balti Flotta 1917 nyarán nyolc csatahajóval, kilenc cirkálóval, több mint ötven rombolóval, negyven tengeralattjáróval és egyéb hajók százaival rendelkezett, de ettől kezdve állománya rohamosan csökkent. 1920-ban már csak 2 sorhajó, 16 romboló, 6 tengeralattjáró és az aknaszedő flotta maradt szolgálatban. Fűtőanyag hiányában már ezeket sem tudták működtetni. A sziget ellátása egészében véve is rossz volt, részben a centralizált elosztási rendszer miatt. Sok egység nem kapta meg egyenruháját 1919 óta. A fejadagok mennyiségben és minőségben csökkentek, 1920 végén a skorbut is felütötte a fejét. A tiltakozásokat figyelmen kívül hagyták, az agitátorokat letartóztatták.

### A flotta irányítása

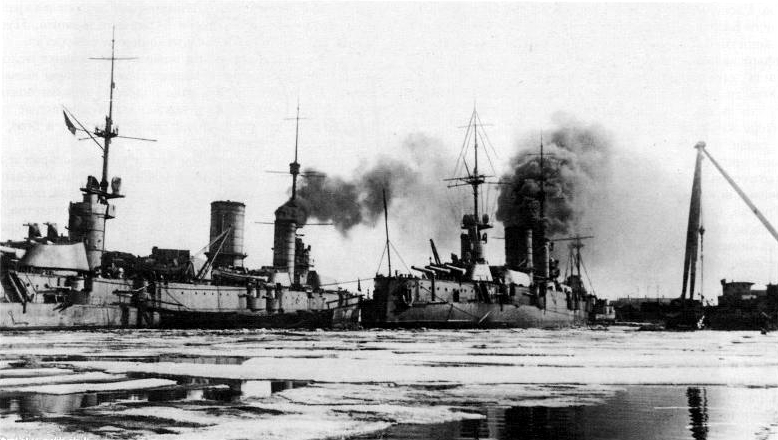
A Petropavloszk és a Szevasztopol cstahajók 1921-ben

A forradalom idején a Centrobalt nevű forradalmi bizottság vette át a flotta irányítását. 1918 decemberében a vörös flotta támadást indított a függetlenné vált Észtország fővárosa, Tallinn ellen, ahonnan addigra a vörösöket kiszorították, de az ott állomásozó brit intervenciós flottától súlyos vereséget szenvedtek. Ezután 1919 januárjában Trockij kereste fel a támaszpontot, leváltotta a helyi vezetést, helyette központilag irányított katonai forradalmi bizottságot nevezett ki. 1920 júniusában Fjodor Fjodorovics Raszkolnyikov lett a flotta főparancsnoka, de ő sem tudott hatékony vezetést kialakítani. Súlyos ellentétei voltak Zinovjevvel, a bolsevik párt egyik vezetőjével a flotta politikai irányításával kapcsolatban. Raszkolnyikov 1921 januárjára elvesztette befolyását a tengerészek felett, akik leváltották hivatalából. 1921 február 15-én a bolsevik párt egyik konferenciáján egy párton belüli ellenzéki csoport erős kritikát fogalmazott meg határozatában a flotta bürokratikus vezetéséről és demokratikus változtatásokat követelt, lázadással fenyegetve.
A harcosok morálja alacsony volt, a tétlenség, az ellátás hiányosságai, a vezetési káosz, a szabadságolás korlátozása miatt. Amikor lehetővé tették a szabadságolást, akkor pedig a hazai állapotok megismerése eredményezett illúzióvesztést, növelte az elégedetlenséget. 1920–1921 telén meredeken nőtt a dezertálások száma.

## A kronstadti matrózok követelései

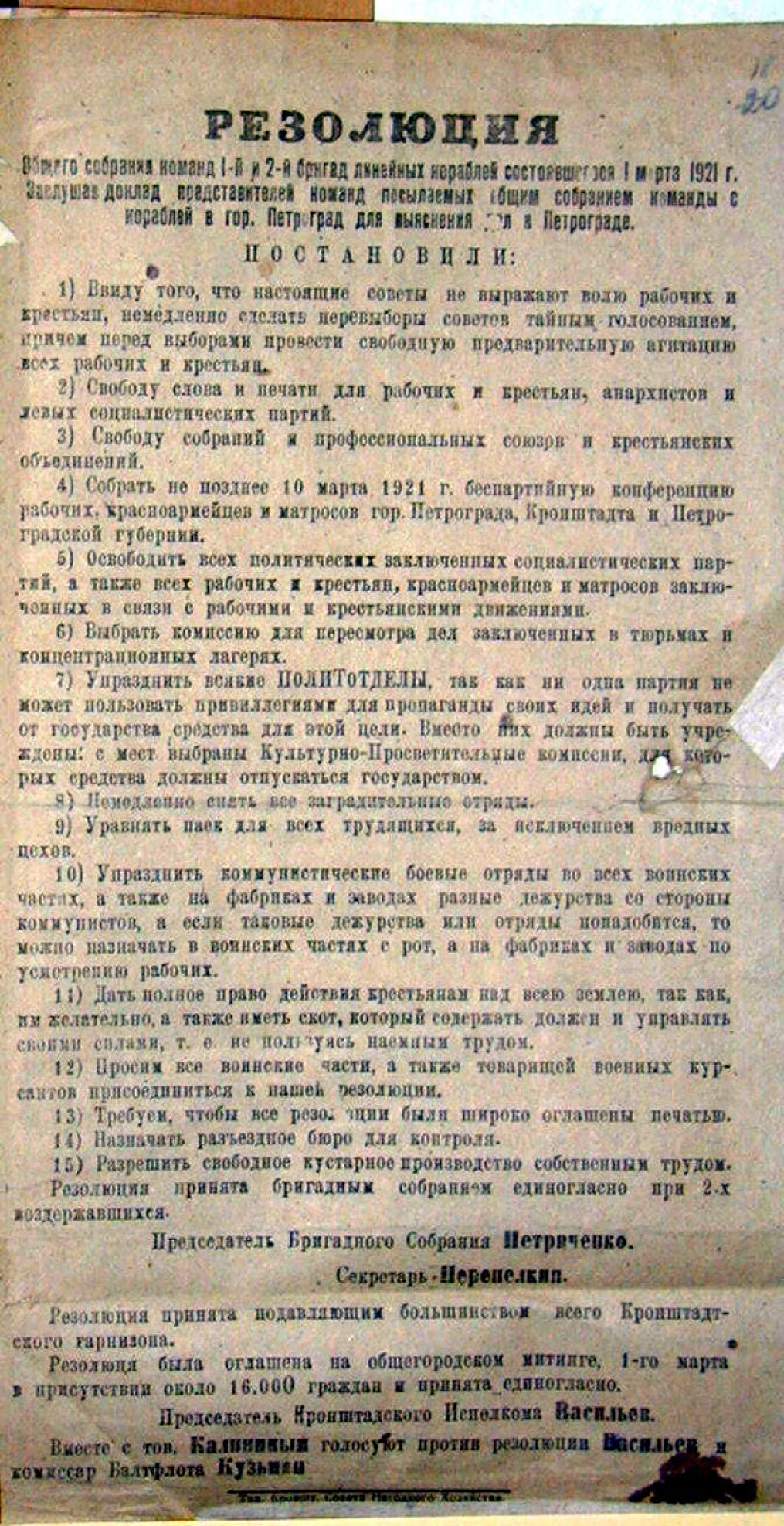
A kronstadti tengerészek 15 pontos követelése

A petrográdi, hasonló elégedetlenségből fakadó tiltakozások és sztrájkok leverésének hírére február végén a Petropavlovszk és a Szevasztopol csatahajók matrózai küldöttséget menesztettek a városba. Visszatérésük után a matrózok gyűlésükön, a tiltakozók támogatására, 15 pontos követelést intéztek a kormányhoz. Fő követeléseik a következők voltak:
- a munkások és a parasztok érdekeit már nem képviselő szovjetek újjáválasztását;
- szabad kampányolást a titkos választás előtt a munkások és parasztok körében;
- sajtó- és szólásszabadságot az anarchisták és a baloldali szocialisták számára;
- a munkások és a parasztok szabad egyesülését;
- 1921 március 10-ig Petrográd, Kronstadt és a környék munkásai, vöröskatonái és matrózai szabad gyűlésének megrendezését;
- minden baloldali politikai fogoly szabadon engedését, az ítéletek felülvizsgálatát;
- a bolsevik párt privilégiumainak megszüntetését, a bolsevik fegyveres egységek feloszlatását;
- egyenlő fejadagokat minden dolgozó számára;
- a parasztok és kézművesek szabad gazdálkodásának engedélyezését, amennyiben nem alkalmaznak bérmunkát.

Lenin és a bolsevikok 1917-es követeléseinek átvétele és a bolsevikok ellen fordítása különösen veszélyes volt a hatalom számára. Március elsején a tiltakozók Kronstadt főterén, a Horgony téren mintegy 15 ezer fővel gyűlést tartottak követeléseik támogatására. A tüntetők fő jelszavai „Hatalmat a szovjeteknek, ne a pártoknak”; „Szovjeteket kommunisták nélkül” voltak. A bolsevik kormányzat a népszerű államfőt, Kalinyint küldte a tiltakozók lecsillapítására, de ő sem érte el célját, a gyűlés hangulata a bolsevikok ellen fordult, általában még a jelen lévő párttagok is támogatták a 15 pontos követelést.

## A felkelés

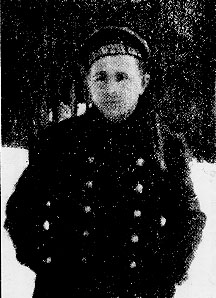
Sztyepan Makszimovics Petricsenko, a felkelés vezetője

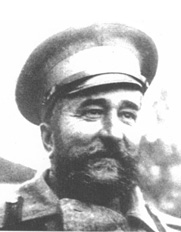
Alekszandr Nyikolajevics Kozlovszkij egykori cári tábornok, a védekezés egyik katonai vezetője

A szigeten egyre fokozódott a feszültség. A bolsevik párttagok próbáltak agitálni a kormányzat mellett, de nem jártak sikerrel. Egy részüket letartóztatták, a többiek fegyverkeztek és/vagy elhagyták Kronstadtot. Hírek kezdtek terjedni a kormányzat fegyveres beavatkozásáról. Az elégedetlenkedők Ideiglenes Forradalmi Bizottságot választottak. Március 2-án a felkelők ellenállás nélkül átvették a flotta hajóinak és a sziget erődítményeinek az ellenőrzését.
Ugyancsak március 2-án a bolsevik kormány rendkívüli állapotot hirdetett ki az egész petrográdi területen és a Zinovjev vezette Védelmi Bizottság rendkívüli felhatalmazást kapott a tiltakozások elfojtására. 
A bolsevik kormányzat a lázadókat azzal vádolta, hogy a franciák és fehér emigránsok kezére játszanak. Trockij francia újságcikkeket mutatott fel, amelyek már két héttel korábban írtak a készülő felkelésről. Lenin is ezekre hivatkozott az ekkor összeülő 10. pártkongresszuson. A fehér emigránsok érdeklődését természetesen felkeltették az események, de azok előkészítésében nem vettek részt. A Szevasztopol sorhajó forradalom előtti kapitánya, Pavel Viktorovics Vilken sorhajókapitány, csak március 16-án érkezett Kronstadtba Finnországból.. Viktor Mihajlovics Csernov, az eszerek vezetője Tallinnba utazott és onnan küldte be képviselőjét a szigetre.. A különböző fehér emigráns csoportok, a kadetok, a mensevikek és az eszerek egyébként is túl megosztottak voltak ahhoz, hogy hatékony segítséget tudjanak nyújtani a felkelőknek. A párizsi fehér emigráns Orosz Ipari és Kereskedelmi Kamarának sikerült némi támogatást szerezni a francia külügyminisztériumtól és gyűjtést kezdeményezett Kronstadt számára. Vrangel, aki ekkor már Isztambulban tartózkodott, szintén katonai segítséget helyezett kilátásba. de egyetlen nagyhatalom sem állt a felkelők mellé, csak Franciaország indított útba élelmiszerszállítmányokat.
Kezdetben a petrográdi kormányzat elfogadhatónak tartotta a felkelők bizonyos követeléseit, de a moszkvai központi kormány hajthatatlan maradt. Magán a bolsevik párton belül is voltak csoportok, mint a „baloldali kommunisták”, a „demokratikus centralisták” és a „munkásellenzék”, amelyek eleinte vitatták a lázadás letörésének szükségességét, de aztán beálltak a sorba.
Március 2-ról 3-ra virradó éjszaka a kronstadti Katonai Forradalmi Bizottság úgy döntött, hogy egy 250 fős különítményt küld Oranienbaumba, ahonnan hírt kaptak a haditengerészeti légi hadosztály csatlakozásáról, de a lázadókat géppuskatűz fogadta. 200 agitátort küldtek Petrográdba és a közeli területekre a 15 pontos határozatuk másolataival, de szinte mindegyiküket letartóztatták a bolsevikok.
Szovjet adatok szerint március 3-án védelmi vezérkart alakítottak ki az erődben, amelynek élén E. N. Szolovjanyinov volt kapitány állt, és tagjai között voltak katonai szakértőként az erőd tüzérségének korábbi parancsnoka, az orosz cári hadsereg tábornoka, Alekszandr Nyikolajevics Kozlovszkij és Sz. N. Dmitrijev ellentengernagy is.
A kronstadtiak tárgyalásokra törekedtek a hatóságokkal, de az utóbbiak álláspontja az események kezdetétől egyértelmű volt: a lázadóknak feltétel nélkül le kellett tenniük a fegyvert. Ugyanakkor a hatóságok továbbra is telefonbeszélgetéseket folytattak a Katonai Forradalmi Bizottság tagjaival, győzködve őket a lázadók helyzetének kilátástalanságáról.
Március 4-én (vagy 5-én) a Petrográdi Védelmi Bizottság ultimátumot küldött Kronstadtnak: Trockij „azonnali és feltétel nélküli megadást” követelt a lázadó tengerészektől . Ugyanezen a napon az erődben 202 fővel küldöttgyűlést tartottak, amelyen úgy döntöttek, hogy megvédik magukat. Petricsenko javaslatára a Katonai Forradalmi Bizottság összetételét 5 főről 15 főre emelték. Összesen mintegy 15 ezer ember harcolt a lázadók oldalán: megközelítőleg 13 ezer tengerész és katona, valamint kétezer civil. A támadás megkezdése előtt több mint 400 „dezertőr” hagyta el az erődöt. A szovjet adatok szerint március 12-én a lázadó erők létszáma 17 960 katona és tengerész, 196 parti védelmi löveg és tábori tüzérség (nem számítva a Szevasztopol és a Petropavlovszk csatahajókat) és 126 géppuska volt. A lázadók az erődben lévő három hibás repülőgépből kettőt is meg tudtak javítani, sőt több harci bevetést is végrehajtottak a vörös csapatok ellen.

### A kormánycsapatok első támadása

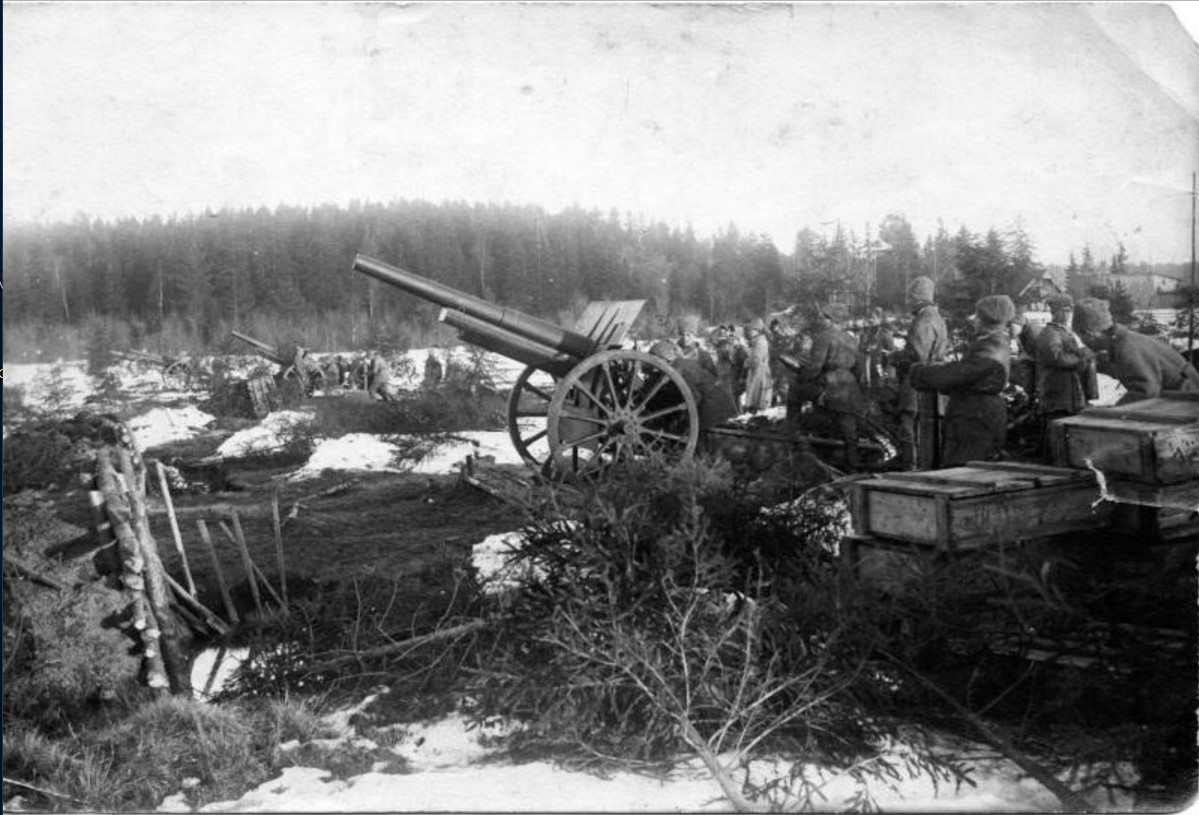
A kronstadti erődöket ágyúzza egy parti üteg

Március 5-én a bolsevikok felállították a 7. hadsereget a fiatal, egykori cári tiszt, Tuhacsevszkij parancsnoksága alatt, és arra utasították, hogy készítsen hadműveleti tervet a kronstadti felkelés leverésére. Az erőd elleni támadást március 8-ra tervezték. Többszöri halasztás után ezen a napon kellett volna megnyílnia az RCP(b) X. Kongresszusának. A hadművelet előkészítésének rövid időkeretét az is meghatározta, hogy a Finn-öbölben várható jégolvadás jelentősen megnehezíthette a támadást. Március 7-én a 7. hadsereg erői 17,6 ezer hűséges vöröskatonát számláltak. 64 repülőgép is a 7. hadsereg parancsnokának volt alárendelve.
Március 7-én a parti ütegek zárótüzet nyitottak a sziget erődítményei ellen, amit azok viszonoztak. A tüzérségi előkészítés után megindult a gyalogság első támadása jégen északról és délről is Kronstadt ellen. A Vörös Hadsereg néhány katonája, például a kadétok egy része átállt a lázadók oldalára; mások megtagadták a parancsok teljesítését, és visszavonultak.
Az első támadás sikertelen maradt, a bolsevik csapatok nagy veszteségekkel vonultak vissza. Délután megtörtént az első szovjet légitámadás is a Kotlin-szigeten.
Vorosilov szerint a sikertelen támadás után „az egyes egységek politikai és erkölcsi állapota aggodalomra adott okot”. A 27. omszki lövészhadosztály két ezrede megtagadta a csatában való részvételt és le kellett fegyverezni őket. A hadosztály sikeresen harcolt Kolcsak és a fehér lengyelek ellen, de nem volt hajlandó engedelmeskedni az Oranienbaumba történő áthelyezés parancsának. Körülbelül ugyanebben az időben a petergofi katonai parancsnoki iskolában bolsevikellenes összeesküvést tártak fel, résztvevőiket letartóztatták..

### Második támadás

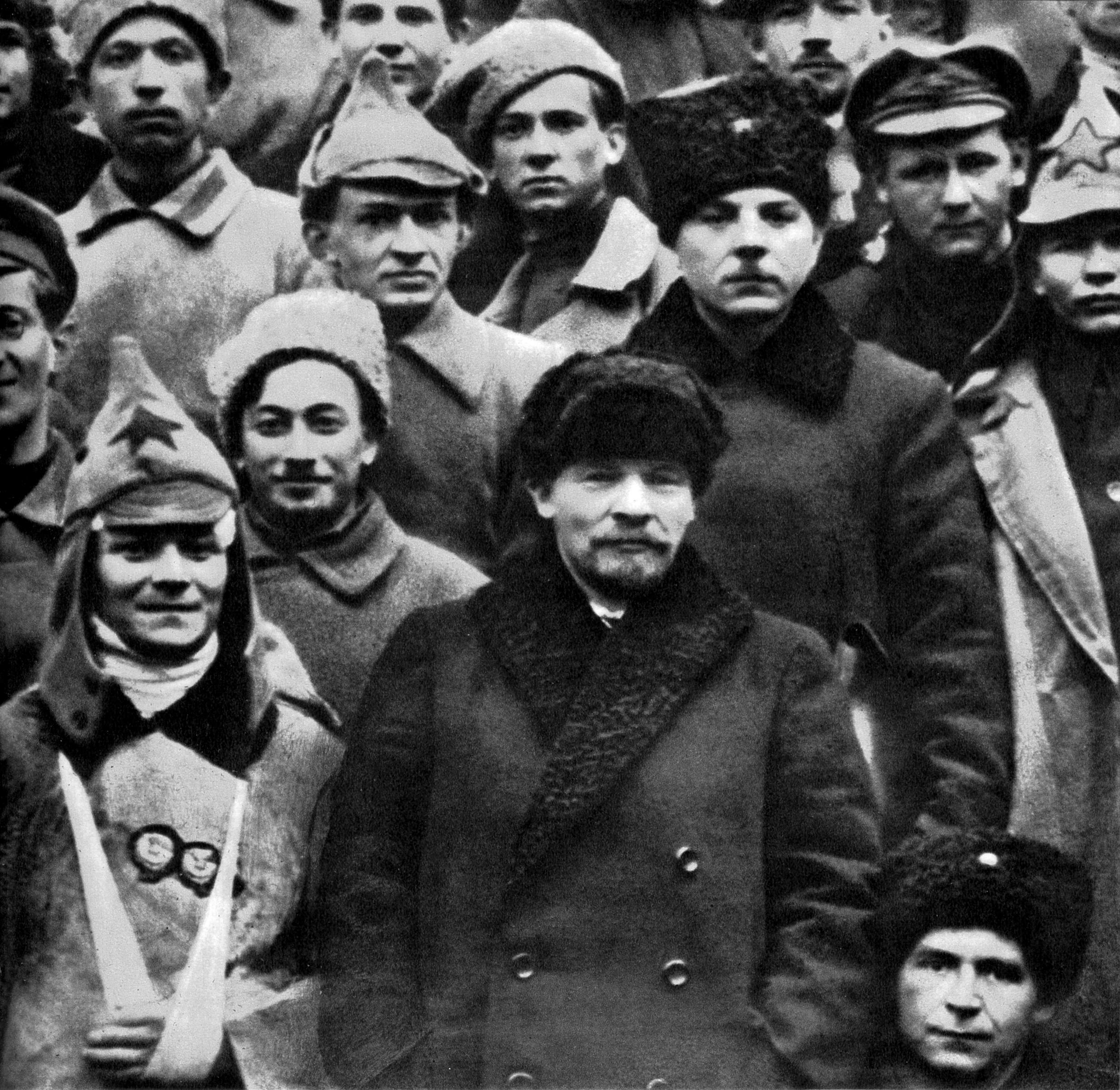
Lenin és Vorosilov a X. kongresszus küldöttei között a kronstadti felkelés idején. A kép jobb oldalán eredetileg Trockij is szerepelt Lenin mellett, de később kiretusálták

A 16-án kezdődött második rohamra a 7. hadsereg létszámát 45 ezer főre emelték.}} A rohamozók közé besorozták a petrográdi bűnügyi rendőrség 182 alkalmazottját,), politikai erősítés gyanánt a Moszkvában ülésező X. pártkongresszus mintegy 300 küldöttét is (köztük a „munkásellenzék” és a „demokratikus centralizmus” frakciók tagjait). Március 11. és 16. között összesen 137 bevetést hajtott végre a légierő, körülbelül 2700 kg bombát dobtak le.
A második roham során néhány erőd harc nélkül megadta magát, mások viszont elkeseredett ellenállást tanúsítottak és nagy veszteségeket okoztak a támadóknak. A védők egy része elhagyta az erődöket és Finnországba távozott a jégen. Az erődök elfoglalása után a Vörös Hadsereg katonái betörtek a városba, ahol heves utcai harcok kezdődtek. Március 18-án hajnali 5 órára a kronstadtiak ellenállása megtört. A vezetők elmenekültek Finnország felé, de előtte fel akarták robbantani a két csatahajót a raktérben lévő foglyokkal együtt, azonban ezt a matrózok megakadályozták. A Szevasztopol csatahajón a „régi”, a bolsevikokhoz húzó matrózok átvették a hatalmat, kiengedték a fogdából a korábban letartóztatott kommunistákat, és rádión közölték, hogy a hajón helyreállították a szovjethatalmat. A Petropavlovszkot tűzérségi tűz alá vették a támadók, és hamarosan megadta magát (legénységének nagy része Finnországba távozott).

### Veszteségek
Szovjet források szerint az ostromlók közül 527 fő esett el és 3585 sebesült meg. A védők vesztesége ezer halott, kétezer sebesült, kétezer hadifogoly volt, és mintegy 8000 fő Finnországba menekült. Harold B. Quarton viborgi (akkor Finnországhoz tartozott) amerikai konzul becslése szerint a szovjetek összes vesztesége tízezer fő körül lehetett. Az ostrom során a pártkongresszus küldöttei közül tizenöten haltak meg, őket március 15-én a többi elesettel együtt katonai tiszteletadás mellett temették el Petrográdban.. A Nagy orosz enciklopédia a petrográdi katonai körzet összes veszteségét 1,9 ezer halottban és 1,2 ezer sebesültben határozza meg.

### Megtorlás

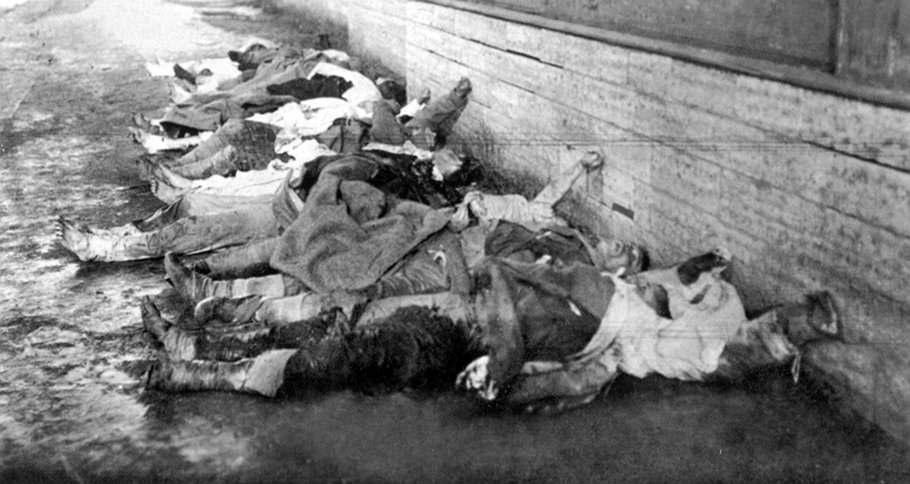
Kronstadt, március 21. Valószínűleg az első kivégzés áldoztai

A felkelés leverése utáni első, példát statuáló kivégzést (12 vagy 13 fő) március 20-án éjfélkor hajtották végre. Később összesen 2103 főt állítottak kivégzőosztag elé, 6459 főt pedig munkatáborokba küldtek különböző időtartamú ítéletekkel. Mintegy 8000 matróz Finnországba menekült. 1922 tavaszán tömegesen telepítették ki a sziget lakóit. 
1922. november 2-án az október forradalom 5. évfordulójára a felkelés egyszerű résztvevőinek nagy részét amnesztiában részesítették.

## A kronstadti lázadás emlékezete
A bolsevik hatalom a lázadást „fehérgárdista ellenforradalmi akciónak” titulálta, de ez nyilvánvalóan nem volt igaz. A felkelést követő hónapokban Moszkvába látogató külföldi kommunisták a bolsevikok körében sem érezték azt a gyűlöletet a kronstadtiakkal szemben, mint amit a fehérekkel szemben tanúsítottak. Gyakran tettek szimpatizáló utalásokat rájuk, ami a párt zavarodott lelkiismeretéről tanúskodott.idézi Lenin a párt akkor folyamatban lévő X. kongresszusán azzal magyarázta a lázadás brutális leverését, hogy a felkelők látszólag csekély követelései, mint a kereskedelem szabadsága, utat nyitott volna a fehérgárdistáknak és teljes tőkés restaurációhoz vezetett volna. Szavainak furcsa felhangot adott, hogy ugyanez a kongresszus elfogadta a kereskedelem nagy részének felszabadítását az új gazdaságpolitika keretében.
A döntőnek a hatalmi érdekek bizonyultak. A párton belüli baloldali ellenzék egyes képviselői, mint Andrej Szergejevics Bubnov, a „demokratikus centralisták” ideológusa és Pavel Jefimovics Dibenko, a szélsőbaloldali kommunista, bár nézeteik közel álltak a lázadók követeléseihez, személyes szerepet vállaltak a lázadók elleni harcban, mert úgy látták, hogy a szovjet állam fennmaradása forgott közvetlen veszélyben. A kronstadti lázadók követelései, a felkelés emléke azonban tovább élt a Szovjetunióban „megvalósult szocializmus” baloldali ellenzékének ideológiájában, például Ante Čiliga munkásságában.

## Fordítás
- Ez a szócikk részben vagy egészben  a   Kronstadt rebellion című angol Wikipédia-szócikk ezen változatának fordításán alapul.  Az eredeti cikk szerkesztőit annak laptörténete sorolja fel. Ez a jelzés csupán a megfogalmazás eredetét és a szerzői jogokat jelzi, nem szolgál a cikkben szereplő információk forrásmegjelöléseként.
- Ez a szócikk részben vagy egészben  a(z)   Кронштадтское восстание (1921) című orosz Wikipédia-szócikk ezen változatának fordításán alapul.  Az eredeti cikk szerkesztőit annak laptörténete sorolja fel. Ez a jelzés csupán a megfogalmazás eredetét és a szerzői jogokat jelzi, nem szolgál a cikkben szereplő információk forrásmegjelöléseként.